# 伦纳特·梅里

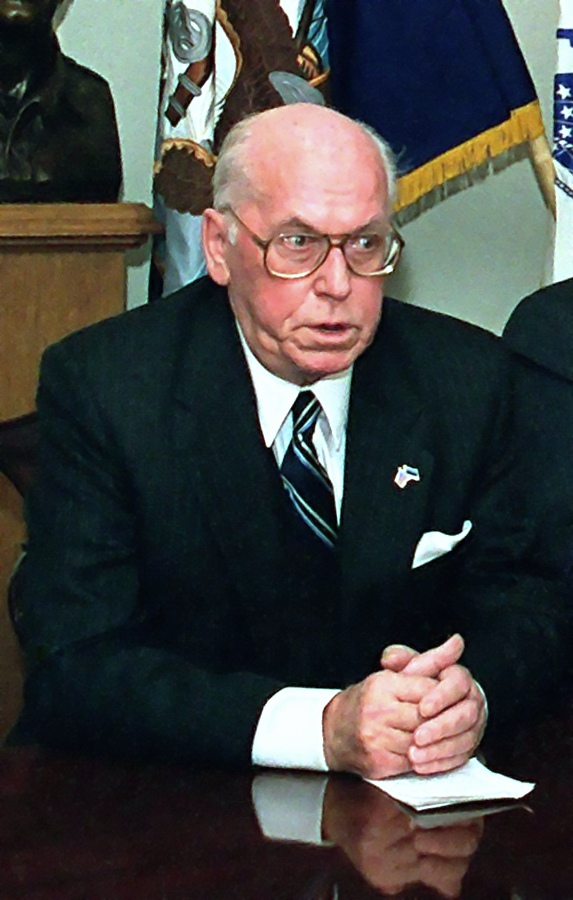
梅里于1998年

伦纳特·格奥尔格·梅里（1929年3月29日—2006年3月14日）是一位爱沙尼亚政治家、作家及电影导演。他在1992至2001年间担任第二任爱沙尼亚总统。梅里是推动爱沙尼亚从苏联恢复独立运动中的领导人之一。

## 生平
梅里于1929年3月出生在塔林。1953年他毕业于爱沙尼亚塔尔图大学历史系。后来他从事过编剧和记者等工作。1990至1992年间梅里担任爱沙尼亚外交部长。1992年10月5日他当选为爱沙尼亚恢复独立后的第一任总统，并在1996年9月20日再次当选总统。2001年10月8日任期届满。1994年6月梅里曾访问过中国。

## 荣誉

### 爱沙尼亚勋章奖章
- 圣母玛利亚之地十字勋章颈饰（英语：Order of the Cross of Terra Mariana）（1995年6月22日批准，1995年9月10日颁发[3]）
- 一等国徽勋章（英语：Order of the National Coat of Arms）（2006年2月6日批准，2006年2月23日颁发[4]）
- 国徽勋章颈饰（英语：Order of the National Coat of Arms）（2007年12月19日批准，2008年2月23日追授[5]）

### 外国勋章奖章
- 意大利共和国功绩大十字骑士勋章附颈饰（英语：Order of Merit of the Italian Republic）（意大利，1997年5月22日公布[6]）
- 恩里克王子大十字勋章（葡萄牙語：Ordem do Infante D. Henrique）（葡萄牙，2003年5月29日公布[7])